# Alvito (São Pedro e São Martinho) e Couto
Alvito (São Pedro e São Martinho) e Couto (llamada oficialmente União das Freguesias de Alvito (São Pedro e São Martinho) e Couto) es una freguesia portuguesa del municipio de Barcelos, distrito de Braga.

## Historia
Fue creada el 28 de enero de 2013 en aplicación de una resolución de la Asamblea de la República de Portugal promulgada el 16 de enero de 2013 con la unión de las freguesias de Couto, São Martinho de Alvito y São Pedro de Alvito, pasando su sede a estar situada en la antigua freguesia de São Pedro de Alvito.

## Demografía
| Gráfica de evolución demográfica de Alvito (São Pedro e São Martinho) e Couto entre 2011 y 2021 |
|                                                                                                 |
| Datos según el nomenclátor publicado por el INE portugués.                                      |